# Паскарола (Напуљ)
Паскарола (итал. Pascarola) је насеље у Италији у округу Напуљ, региону Кампанија.
Према процени из 2011. у насељу је живело 2866 становника. Насеље се налази на надморској висини од 22 м.